# Схема шифрування Голдрайха — Голдвассера — Галеві
Схе́ма шифрува́ння Го́лдрайха — Голдва́ссера — Галеві́, або скорочено ГГГ (англ. Goldreich–Goldwasser–Halevi(GGH)) — асиметрична криптосистема на основі ґраток. Існує також схема підпису Голдрайха — Гольдвассера — Галеві.
Криптосистема Голдрайха — Гольдвассера — Галеві використовує той факт, що найближча векторна проблема може бути важкою проблемою. Ця система була опублікована в 1997 році Одедом Голдрайхом, Шафі Голдвассер та Шаєм Галеві, і використовує односторонню функцію з секретом, яка спирається на складність зменшення ґратки. Ідея, закладена в цю функцію, полягає в тому, що, враховуючи будь-яку основу для ґратки, легко сформувати вектор, який знаходиться близько до точки ґратки, наприклад, взяти точку ґратки і додати невеликий вектор помилки. Але для повернення від цього помилкового вектору до вихідної точки ґратки потрібна спеціальна основа.
Схема шифрування ГГГ була криптоаналізована в 1999 році Фонгом Нгуєном.

## Операція
ГГГ передбачає приватний та відкритий ключі.
Приватний ключ є основою {\displaystyle B} ґратки {\displaystyle L} з хорошими властивостями (наприклад, короткими майже ортогональними векторами) та одномодульною матрицею {\displaystyle U}.
Відкритий ключ — це ще одна основа ґратки {\displaystyle L} форми {\displaystyle B'=UB}.
Для деяких обраних {\displaystyle M} простір повідомлень складається з вектору {\displaystyle (m_{1},...,m_{n})} в діапазоні {\displaystyle -M<m_{i}<M}.

### Шифрування
Дано повідомлення {\displaystyle m=(m_{1},...,m_{n})}, помилка {\displaystyle e} та відкритий ключ {\displaystyle B'} обчислити:
{\displaystyle v=\sum m_{i}b_{i}'},
У матричних позначеннях це:
{\displaystyle v=m\cdot B'}.
Запам'ятайте {\displaystyle m} складається з цілих значень, і {\displaystyle b'} — точка ґратки, отже, {\displaystyle v} — це також точка ґратки. Тоді зашифрований текст:
{\displaystyle c=v+e=m\cdot B'+e}.

### Розшифровка
Для розшифровки кіфертекту обчислюється:
{\displaystyle c\cdot B^{-1}=(m\cdot B^{\prime }+e)B^{-1}=m\cdot U\cdot B\cdot B^{-1}+e\cdot B^{-1}=m\cdot U+e\cdot B^{-1}},
Для вилучення терміну буде використана техніка Бабаї округлення {\displaystyle e\cdot B^{-1}} поки він досить малий. Зрештою обчислити:
{\displaystyle m=m\cdot U\cdot U^{-1}},
щоб отримати текст повідомлення.

## Приклад
Дозволяти {\displaystyle L\subset \mathbb {R} ^{2}} бути ґраткою з основою {\displaystyle B} і його обернено {\displaystyle B^{-1}}:
{\displaystyle B={\begin{pmatrix}7&0\\0&3\\\end{pmatrix}}} і {\displaystyle B^{-1}={\begin{pmatrix}{\frac {1}{7}}&0\\0&{\frac {1}{3}}\\\end{pmatrix}}}
з
{\displaystyle U={\begin{pmatrix}2&3\\3&5\\\end{pmatrix}}} і
{\displaystyle U^{-1}={\begin{pmatrix}5&-3\\-3&2\\\end{pmatrix}}},
це дає:
{\displaystyle B'=UB={\begin{pmatrix}14&9\\21&15\\\end{pmatrix}}}.
Нехай буде повідомлення {\displaystyle m=(3,-7)} і вектор помилки {\displaystyle e=(1,-1)}. Тоді зашифрований текст:
{\displaystyle c=mB'+e=(-104,-79).\,}
Для розшифровки потрібно обчислити:
{\displaystyle cB^{-1}=\left({\frac {-104}{7}},{\frac {-79}{3}}\right).}
Це округляється до {\displaystyle (-15,-26)} і повідомлення відновлюється за допомогою:
{\displaystyle m=(-15,-26)U^{-1}=(3,-7).\,}

## Безпека схеми
У 1999 році Нгуєн на криптоконференції показав, що схема шифрування ГГГ має недолік у розробці схем. Нгуєн показав, що кожен зашифрований текст розкриває інформацію про відкритий текст і що проблема розшифровки може бути перетворена на спеціальну найближчу векторну задачу (НВЗ), набагато простішу для вирішення, ніж загальну НВЗ.